# مقاطعة روبسون (كارولاينا الشمالية)
مقاطعة روبسون (بالإنجليزية: Robeson County)‏ هي إحدى مقاطعات ولاية كارولاينا الشمالية في الولايات المتحدة الأمريكية. مركز المقاطعة أو مقعدها هي مدينة لومبيرتون. تأسست هذه المقاطعة سنة 1787.أصل هذه المقاطعة مستمد من: مقاطعة بلادين. في 2020، كان عدد السكان 116,530. تم تسميتها تكريمًا للعقيد توماس روبسون، بطل الحرب الثورية.

## التاريخ
كشفت الحفريات الأثرية التي أجريت في مقاطعة روبسون عن احتلال واسع النطاق ومستمر للمنطقة من قبل ثقافات مختلفة من الشعوب الأصلية منذ نهاية العصر الجليدي الأخير. كان لديهم معسكرات ومستوطنات بالقرب من نهر الخشب من أجل المياه والنقل والأسماك وموارد الحياة البرية ذات الصلة. تكشف الحفريات المحلية أن الشعوب الأمريكية الأصلية صنعت أدوات حجرية، باستخدام مواد تم جلبها إلى مقاطعة روبسون الحالية من ولاية كارولينا بيدمونت. تم تحديد تاريخ الكميات الكبيرة من الفخار القديم الموجود في بعض مواقع مقاطعة روبسون إلى فترة الغابات القديمة. تشير المواد أن المستوطنات المحلية كانت جزءًا من شبكة تجارة أمريكية أصلية موسعة مع مناطق أخرى. تظهر أجزاء من حوض النهر أن مقاطعة روبسون كانت «منطقة تفاعلات ثقافية».
وفرت المستنقعات والجداول والآبار الارتوازية إمدادًا ممتازًا بالمياه للشعوب الأصلية. كانت الأسماك وفيرة، وتضمنت النباتات المورقة في المنطقة العديد من المحاصيل الغذائية. تشير إلى نقاط كلوفيس العديدة التي يبلغ عمرها 10000 عام والتي تم العثور عليها على طول ضفافها إلى أن الشعوب الأصلية استخدمت هذه المنخفضات كمواقع للتخييم.

## أعلام
- جوزيف ميتشيل
- أنغوس ويلتون ماكلين
- دان بلو
- جيمس جونسون
- غيلبرت بي. باترسون